# Adel (Geòrgia)
Adel és una població dels Estats Units a l'estat de Geòrgia. Segons el cens del 2000 tenia 5.307 habitants.

## Demografia
Segons el cens del 2000, Adel tenia 5.307 habitants, 1.958 habitatges, i 1.335 famílies. La densitat de població era de 260,4 habitants per km².
Dels 1.958 habitatges en un 33,9% hi vivien nens de menys de 18 anys, en un 43% hi vivien parelles casades, en un 20,8% dones solteres, i en un 31,8% no eren unitats familiars. En el 27,9% dels habitatges hi vivien persones soles el 12,3% de les quals corresponia a persones de 65 anys o més que vivien soles. El nombre mitjà de persones vivint en cada habitatge era de 2,6 i el nombre mitjà de persones que vivien en cada família era de 3,17.
Per edats la població es repartia de la següent manera: un 29,4% tenia menys de 18 anys, un 9,4% entre 18 i 24, un 26,1% entre 25 i 44, un 20% de 45 a 60 i un 15,2% 65 anys o més.
L'edat mediana era de 34 anys. Per cada 100 dones de 18 o més anys hi havia 83,5 homes.
La renda mediana per habitatge era de 23.908 $ i la renda mediana per família de 27.318 $. Els homes tenien una renda mediana de 25.927 $ mentre que les dones 19.688 $. La renda per capita de la població era de 13.425 $. Entorn del 23,5% de les famílies i el 27,4% de la població estaven per davall del llindar de pobresa.

## Poblacions més properes
El següent diagrama mostra les poblacions més properes.